# Paul Satterfield
Paul Satterfield (Nashville, Tennessee, 19 de Agosto de 1960) é um ator estadunidense, mais conhecido por interpretar Spencer Truman em One Life to Live.

## Biografia
Satterfield nasceu em Nashville, Tennesse, sendo filho de Paul Satterfield e da cantora e compositora Priscila Coolidge. Ele começou sua carreira como modelo e então passou a interpretar pequenos papéis em filmes e séries de televisão, incluindo Beverly Hills, 90210. Em 1991, ele se tornou o primeiro ator a interpretar Paul Hornsby na soap opera General Hospital da ABC, e continuaria no programa até 1994. Ao deixá-lo, ele viria a estrelar a fracassada série de televisão Hotel Malibu, ao lado de Jennifer Lopez.
Depois de numerosas participações no cinema e na televisão, Satterfield retornou à televisão diurna interpretando Dr. Pierce Peterson em The Bold and the Beautiful entre os anos de 1998 e 1999. Ele também viria a participar como coadjuvante/secundário em seriados como Will & Grace e Coupling pouco depois, além de fazer uma aparição no filme Bruce Almighty, estrelado por Jim Carrey.
Mais recentemente, Satterfield participou do filme Rancid, e voltou à televisão interpretando o Dr. Spencer Truman em One Life to Live, entre junho de 2005 e 26 de janeiro de 2007, quando o personagem foi morto na trama. Desde então, o ator tem feito participações menores através de flashbacks e sonhos de outros personagens.
Ele é sobrinho da cantora Rita Coolidge.

## Filmografia
| - 2007 One Life to Live como Dr. Spencer Truman - 2003 Coupling como Howard - 2001 Inside Schwartz como Blake - 2001 Will & Grace como Sumner Davis - 2000 Just Shoot Me! como Dr. Rose - 2000 Profiler como Agt. Ted Halder - 2000 The Pretender como Agt. Ted Halder - 1999 Early Edition como Paul Kettler - 1999 The Bold and the Beautiful como Dr. Pierce Peterson - 1998 The Love Boat: The Next Wave como Warren McMahon - 1998 Poltergeist: The Legacy como David Cord - 1998 7th Heaven como Treinador Koper - 1997 Veronica's Closet como Dan - 1997 Pacific Palisades como John Graham - 1997 Savannah como Tom Massick - 1995 Renegade como Alan Fine - 1995 Murder One como Jake Nichols - 1995 Hope & Gloria como J.T. - 1995 University Hospital como Dr. Jack Gavin - 1994 Hotel Malibu como Mark Whitsett - 1993 General Hospital como Paul Hornsby - 1991 Beverly Hills, 90210 como Don | - 2004 Rancid como Richard Desmond - 2003 Bruce Almighty como Dallas Coleman - 2002 Duty Dating como Sheridan - 1989 Arena como Steve Armstrong - 1987 Creepshow 2 como Deke |